# Challenger de Nueva Delhi 2016
El torneo Delhi Open 2016 es un torneo profesional de tenis. Pertenece al ATP Challenger Series 2016. Se disputó su 3.ª edición sobre superficie dura, en Nueva Delhi, India, entre el 15 y el 21 de febrero de 2016.

## Jugadores participantes del cuadro de individuales
| Favorito | País                                  | Jugador          | Rank1 | Posición en el torneo |
| -------- | ------------------------------------- | ---------------- | ----- | --------------------- |
| 1        | Bandera de la India                   | Yuki Bhambri     | 101   | Primera ronda         |
| 2        | Bandera de Bélgica                    | Kimmer Coppejans | 121   | Semifinales           |
| 3        | Bandera de Francia                    | Stéphane Robert  | 161   | CAMPEÓN               |
| 4        | Bandera de la India                   | Saketh Myneni    | 166   | FINAL                 |
| 5        | Bandera de Bélgica                    | Yannick Mertens  | 197   | Primera ronda         |
| 6        | Bandera de la República Popular China | Zhang Ze         | 206   | Primera ronda         |
| 7        | Bandera de la República Popular China | Bai Yan          | 214   | Segunda ronda, retiro |
| 8        | Bandera de China Taipéi               | Chen Ti          | 218   | Segunda ronda         |

- 1 Se ha tomado en cuenta el ranking del 8 de febrero de 2016.

### Otros participantes
Los siguientes jugadores recibieron una invitación, por lo tanto ingresan directamente en el cuadro principal (WC):
- Sriram Balaji
- Prajnesh Gunneswaran
- Adil Kalyanpur
- Vijay Sundar Prashanth

Los siguientes jugadores ingresan en el cuadro principal tras disputar el cuadro clasificatorio (Q):
- Jeevan Nedunchezhiyan
- Kento Takeuchi
- Vishnu Vardhan
- Francesco Vilardo

## Campeones

### Individual Masculino
- Stéphane Robert derrotó en la final a  Saketh Myneni, 6–3, 6–0

### Dobles Masculino
- Yuki Bhambri /  Mahesh Bhupathi derrotaron en la final a  Saketh Myneni /  Sanam Singh, 6–3 , 4–6 , [10–5]